# میر چلیق تپه سی
میر چلیق تپه سی مربوط به سده‌های میانه دوران‌های تاریخی پس از اسلام است و در شهرستان ملکان، بخش مرکزی، دهستان گاودول غربی، روستای بایقوت واقع شده و این اثر در تاریخ ۲۷ بهمن ۱۳۸۷ با شمارهٔ ثبت ۲۴۷۰۳ به‌عنوان یکی از آثار ملی ایران به ثبت رسیده است.